# West Burra

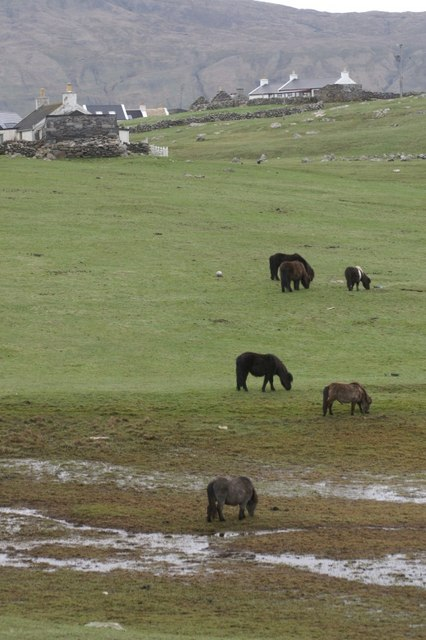
Shetlandsponnyer nära Papil

West Burra (fornnordiska Barrey) är en ö i Shetlandsöarna. 
Med sin areal på 7,43 km² är West Burra nummer 11 i storleksordning av Shetlandsöarna. 
West Burra har vägförbindelse till Mainland via ön Trondra. Från West Burra går också en kort bro till East Burra. 
Den södervända sandstranden vid Meal är en populär badplats. Vid den södra änden av West Burra ligger halvön Kettla Ness med imponerande klippor. Dess förbindelse till West Burra är en smal grus- och sandsträng.   